# Korla
Korla is een stad in de Chinese autonome regio Xinjiang. Korla is de hoofdstad van de Mongoolse autonome prefectuur Bayingolin.

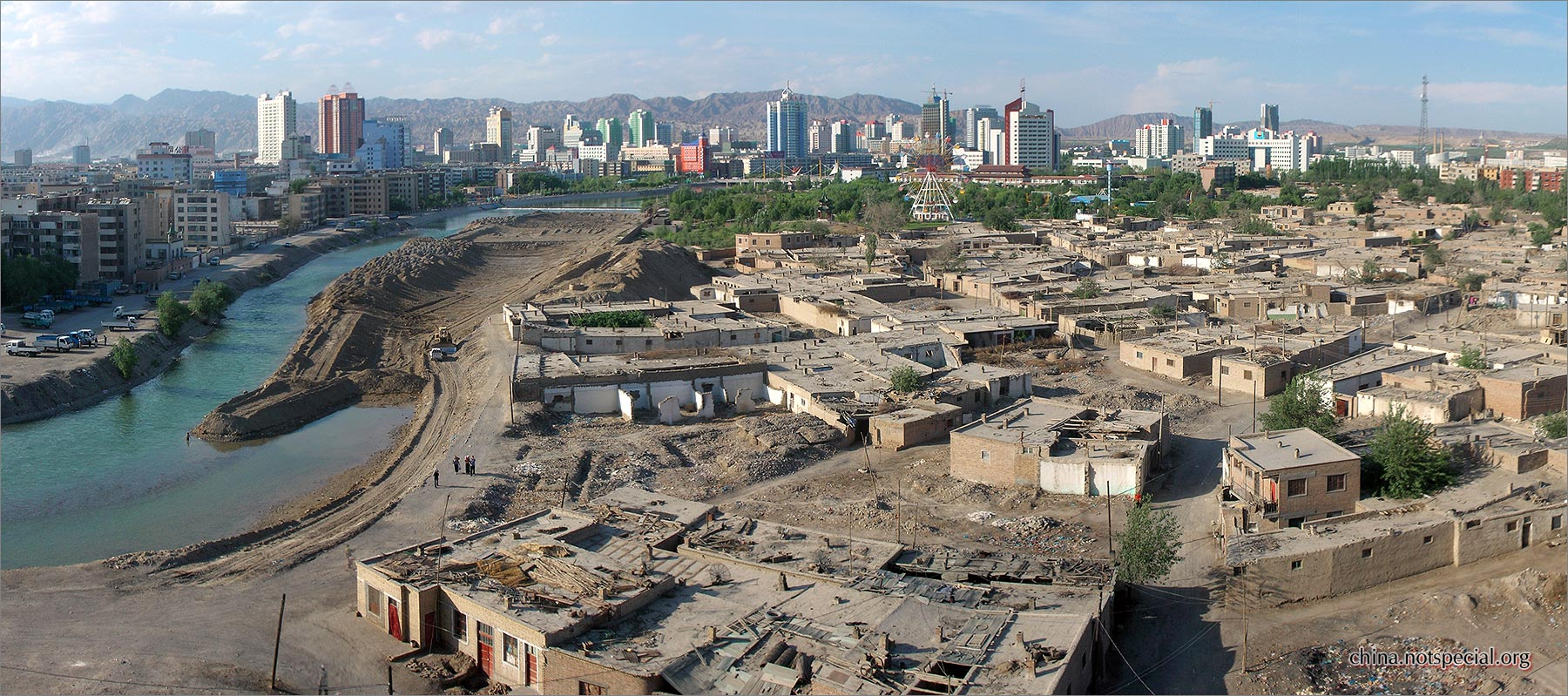
Panorama van de oude (Oeigoerse) en de nieuwe (Chinese) stad